# Bloemfontein Castle
Die Bloemfontein Castle war ein 1950 in Dienst gestelltes Passagierschiff der britischen Union-Castle Line für den Linienverkehr von London nach Südafrika und Mosambik, den es bis 1959 betrieb. Das 1975 zur Fähre umgebaute Schiff wechselte in seiner 36 Jahre andauernden Dienstzeit mehrfach seinen Namen und Eigner, ehe es 1986 ausgemustert und 1987 in Pakistan abgewrackt wurde.

## Geschichte

### Union-Castle Line

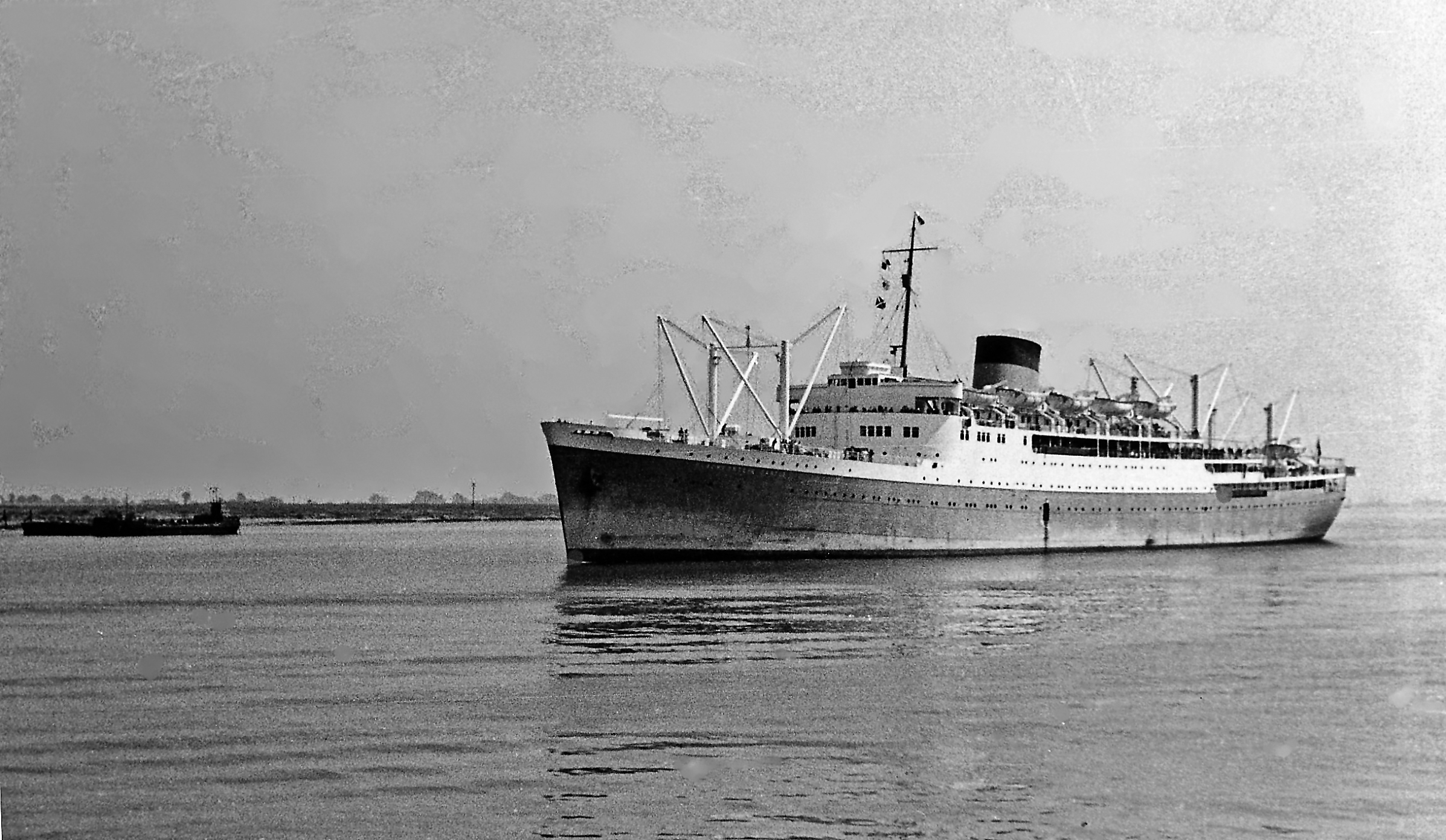
Die Bloemfontein Castle auf der Rückkehr von ihrer Jungfernfahrt, Juni 1950

Die Bloemfontein Castle wurde unter der Baunummer 1421 bei Harland & Wolff in Belfast gebaut und am 25. August 1949 vom Stapel gelassen. Nach der Übernahme durch die Union-Castle Line im März 1950 nahm das Schiff am 6. April 1950 den Liniendienst von London nach Kapstadt und Beira auf. Es basierte in seinem Entwurf auf Vorkriegseinheiten der Reederei wie der Dunnottar Castle. Alle 730 Passagiere reisten in einer Einheitsklasse. Die Bloemfontein Castle war somit das erste Schiff der Union-Castle Line ohne Klassentrennung.
Am 8. Januar 1953 rettete die Bloemfontein Castle Passagiere und Besatzungsmitglieder des niederländischen Passagier- und Frachtschiffs Klipfontein, das vor Mosambik auf ein Wrack auflief und daraufhin sank.
Am 9. November 1959 beendete das Schiff nach neun Dienstjahren seine letzte Überfahrt nach Südafrika und Mosambik und wurde anschließend unter dem Namen Patris an die griechische Reederei Chandris verkauft.

### Chandris
Nach Umbauarbeiten in North Shields wurde die Patris nach Griechenland überführt und ab dem 14. Dezember 1959 im Liniendienst von Piräus nach Sydney eingesetzt. Ab 1972 unternahm das Schiff außerdem Kreuzfahrten von Australien nach Singapur, ehe es 1974 in Singapur aufgelegt wurde.
Am 15. Februar 1975 traf die Patris in Darwin ein, wo sie nach einem Zyklon als Wohnschiff für obdachlos gewordene Einwohner genutzt wurde. Anschließend kehrte das Schiff im November 1975 wieder nach Piräus zurück, wo es im Dezember zu einer Fähre umgebaut wurde. Am 17. Juni 1976 nahm die Patris den Dienst auf den Strecken von Ancona nach Patras sowie von Venedig nach Patras auf.

### Karageorgis Lines

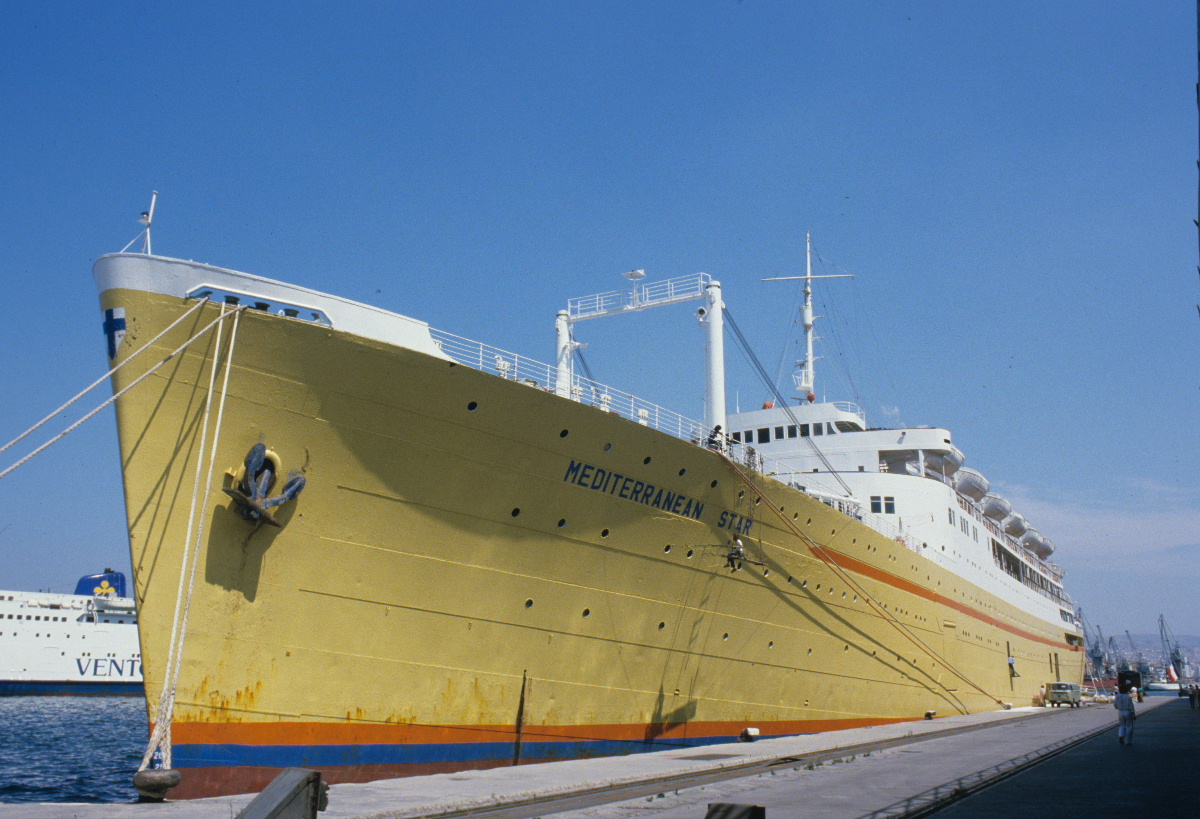
Als Mediterranean Star in Piräus, 1984

1979 ging das Schiff an die Karageorgis Lines, die es zuerst als Mediterranean Island und ab 1981 als Mediterranean Star zwischen Ancona und Patras einsetzten.
Im Herbst 1982 musste die Mediterranean Star für mehrere Wochen den Dienst unterbrechen, als am 28. August ein Brand im Maschinenraum des Schiffes ausbrach, der hohen Schaden verursachte. Im September 1982 wurde das Schiff zur Reparatur nach Perama geschleppt, ehe es wieder in Dienst gestellt werden konnte. Im Oktober 1985 wurde die Mediterranean Star nach weiteren drei Dienstjahren in Eleusis aufgelegt.
Im Mai 1986 charterte die in Alexandria ansässige Star Navigation Company das Schiff, um es zwischen Piräus, Limassol und Alexandria einzusetzen. Nach Auslaufen der Charter wurde die Mediterranean Star am 29. September 1986 endgültig ausgemustert und wieder in Eleusis aufgelegt.
Im August 1987 wurde das Schiff zum Abbruch nach Pakistan verkauft und in Terra umbenannt. Am 11. Oktober traf es in Gadani ein, wo es nach einer Lebensdauer von 37 Jahren abgewrackt wurde.